# Коронадо (Каліфорнія)
Коронадо (англ. Coronado) — місто (англ. city) в США, в окрузі Сан-Дієго штату Каліфорнія. Населення — 20 192 особи (2020).

## Географія
Коронадо розташоване за координатами 32°39′26″ пн. ш. 117°9′22″ зх. д. / 32.65722° пн. ш. 117.15611° зх. д. (32.657202, -117.156137).  За даними Бюро перепису населення США в 2010 році місто мало площу 84,60 км², з яких 20,54 км² — суходіл та 64,06 км² — водойми.

## Демографія
Згідно з переписом 2010 року, у місті мешкало 18 912 осіб у 7409 домогосподарствах у складі 4772 родин. Густота населення становила 224 особи/км².  Було 9634 помешкання (114/км²).
Расовий склад населення:
| - 88,1 % — білих - 3,0 % — азіатів - 2,1 % — чорних або афроамериканців - 0,5 % — корінних американців - 0,3 % — вихідців з тихоокеанських островів - 2,4 % — осіб інших рас |

До двох чи більше рас належало 3,5 %. Частка іспаномовних становила 12,2 % від усіх жителів.
За віковим діапазоном населення розподілялося таким чином: 20,4 % — особи молодші 18 років, 61,2 % — особи у віці 18—64 років, 18,4 % — особи у віці 65 років та старші. Медіана віку мешканця становила 40,7 року. На 100 осіб жіночої статі у місті припадало 107,4 чоловіків;  на 100 жінок у віці від 18 років та старших — 108,5 чоловіків також старших 18 років.
Середній дохід на одне домашнє господарство  становив 124 930 доларів США (медіана — 90 256), а середній дохід на одну сім'ю — 146 533 долари (медіана — 108 500). Медіана доходів становила 47 582 долари для чоловіків та 49 364 долари для жінок. За межею бідності перебувало 6,0 % осіб, у тому числі 6,9 % дітей у віці до 18 років та 3,4 % осіб у віці 65 років та старших.
Цивільне працевлаштоване населення становило 7597 осіб. Основні галузі зайнятості: освіта, охорона здоров'я та соціальна допомога — 24,9 %, науковці, спеціалісти, менеджери — 16,2 %, фінанси, страхування та нерухомість — 10,5 %, мистецтво, розваги та відпочинок — 10,4 %.